# Samoas flag
Samoas flag blev taget i brug 24. februar 1949. Flaget er rødt med et blåt rektangel i venstre hjørne. I rektanglet kan man se stjernebilledet Sydkorset som også kan se på Australiens og New Zealands flag.